# 腫瘍マーカー
腫瘍マーカー（しゅようマーカー、英: tumor marker）は、癌の進行とともに増加する生体内の物質のことで、主に血液中に遊離してくる物質を抗体を使用して検出する臨床検査のひとつである。また、生検で得られた検体や摘出された腫瘍の病理組織標本を免疫染色し、腫瘍の確定病理診断や組織型の鑑別に用いられるなど臨床検査の場で多く使われる。
多くの腫瘍マーカーは、健康人であっても微量ではあるが血液中に存在するので、腫瘍マーカー単独で癌の存在を診断できるものはPSA（前立腺癌のマーカー）やPIVKA-II（肝細胞癌のマーカー）など少数であるといわれている。癌患者の腫瘍マーカーを定期的に検査することは、再発の有無や病勢、手術で取りきれていない癌や画像診断で見えない程度の微小な癌の存在を知る上で、確実ではないが有用な方法である。しかしながら、通常は進行した癌の動態を把握するのに使われるもので、早期診断に使える検査法ではない。

## 応用
- 進行した癌に対して化学療法や放射線療法が行われる際に、治療効果がどれくらい上がっているかどうかの判断に使われる[2]。
- 腫瘍マーカー値が高い癌に対して手術による切除が行われた後では、多くの場合、腫瘍マーカー値は低下、改善する。癌の再発があった場合は、腫瘍マーカー値は再度上昇するため、術後の経過観察目的で使われることがある[2]。

## 腫瘍マーカー値の解釈
腫瘍マーカーのカットオフ値（しきい値、英語: threshold, limen）は、正常者および癌患者の多くの被験者での平均値をもって決められるが、平均値から外れた異なる動きをする者もいる。すなわち、癌がなくとも腫瘍マーカー値が上昇する場合や、癌が存在するにもかかわらず腫瘍マーカー値が上昇しないケースもある。また、腫瘍マーカー値自体の動きも、正確に癌の動きを反映しているわけではないため、腫瘍マーカー値だけで癌の状態を把握できるわけではない。

## 一覧
| 腫瘍マーカー                             | 主な陽性疾患                                              |
| ---------------------------------------- | --------------------------------------------------------- |
| 癌胎児性蛋白                             |                                                           |
| AFP（α-フェトプロテイン）                | 肝細胞癌 卵黄嚢腫瘍 など                                  |
| AFP-L3%（AFPレクチン分画）               | 肝細胞癌                                                  |
| BFP（塩基性フェトプロテイン）            | 各種癌                                                    |
| 尿中BFP                                  | 膀胱癌                                                    |
| CEA（癌胎児性抗原）                      | 大腸癌 胃癌 膵癌 胆道癌 肺癌 子宮癌 卵巣癌 乳癌 など      |
| 乳頭分泌液中CEA                          | 乳癌                                                      |
| 癌関連抗原（糖鎖性）                     |                                                           |
| BCA225                                   | 乳癌 など                                                 |
| CA 15-3                                  | 乳癌 など                                                 |
| CA 19-9                                  | 膵癌 胆道癌 胃癌 大腸癌 肺癌 卵巣癌 子宮体癌 など         |
| CA 50                                    | 膵癌 胆道癌 胃癌 大腸癌 肺癌 卵巣癌 子宮体癌 など         |
| CA 54/61 (CA546)                         | 卵巣癌 など                                               |
| CA 72-4                                  | 卵巣癌 胃癌 大腸癌 膵癌 胆道癌 など                       |
| CA 125                                   | 卵巣癌 子宮癌 膵癌 胆道癌 など                            |
| CA 130                                   | 卵巣癌 子宮癌 膵癌 胆道癌 など                            |
| CA 602                                   | 卵巣癌 子宮癌 膵癌 胆道癌 など                            |
| CSLEX（シアリルLex抗原）                 | 肺癌（特に腺癌） 膵癌 胆道癌 卵巣癌 大腸癌 など           |
| DUPAN-2（膵癌関連糖蛋白抗原）            | 膵癌 胆道癌 胃癌 大腸癌 卵巣癌 など                       |
| KMO-1                                    | 膵癌 胆嚢癌 胆管癌 肝癌 など                              |
| NCC-ST-439                               | 膵癌 胆道癌 胃癌 大腸癌 乳癌 肺腺癌 など                  |
| SLX（シアリルLex-i抗原）                 | 肺癌（特に腺癌） 膵癌 胆道癌 卵巣癌 大腸癌 など           |
| SPan-1                                   | 膵癌 胆道癌 胃癌 大腸癌 肺癌 悪性リンパ腫など             |
| STN（シアリルTn抗原）                    | 卵巣癌 膵癌 胆道癌 肺癌 胃癌 大腸癌 など                  |
| CYFRA（サイトケラチン19フラグメント）    | 肺癌（特に扁平上皮癌） など                               |
| 癌関連抗原（その他）                     |                                                           |
| SCC抗原（扁平上皮癌関連抗原）            | 各種扁平上皮癌（食道癌 子宮頚癌 皮膚癌 肺癌 頭頚部癌 など |
| TPA（組織ポリペプチド抗原）              | 各種固形癌 白血病 悪性リンパ腫 など                       |
| IAP（免疫抑制酸性蛋白）                  | 各種癌                                                    |
| ICTP（I型コラーゲンC-テロペプチド）      | 肺癌 前立腺癌 乳癌 などの骨転移                           |
| CTx（I型コラーゲン架橋C-テロペプチド）   | 肺癌 前立腺癌 乳癌 などの骨転移                           |
| 尿中BTA（膀胱腫瘍抗原）                  | （再発）膀胱癌                                            |
| 尿中NMP22（核マトリックスプロテイン22）  | 尿路上皮癌                                                |
| 組織産生抗原                             |                                                           |
| PIVKA-II（ピブカツー）                   | 肝細胞癌                                                  |
| PSA（前立腺特異抗原）                    | 前立腺癌                                                  |
| SP1（妊娠特異蛋白）                      | 絨毛性疾患 など                                           |
| γ-Sm（γ-セミノプロテイン）               | 前立腺癌                                                  |
| フェリチン                               | 各種癌 各種血液疾患                                       |
| 可溶性インターロイキン-2受容体（sIL-2R） | 悪性リンパ腫、成人T細胞白血病                             |
| ホルモン                                 |                                                           |
| hCG（ヒト絨毛性ゴナドトロピン）          | 絨毛性疾患 卵巣癌 精巣腫瘍 など                           |
| ProGRP（ガストリン放出ペプチド前駆体）   | 肺小細胞癌 など                                           |
| カテコールアミン                         | 褐色細胞腫                                                |
| HVA（ホモバニリン酸）                    | 神経芽細胞腫 褐色細胞腫 悪性黒色腫 など                   |
| VMA（バニリルマンデル酸）                | 褐色細胞腫 神経芽細胞腫                                   |
| カルシトニン (CT)                        | 甲状腺髄様癌                                              |
| その他各種ホルモン                       |                                                           |
| 酵素・アイソザイム                       |                                                           |
| ALP（アルカリフォスファターゼ）          | 肝障害 など                                               |
| PL-ALP（胎盤性ALP）                      |                                                           |
| GAT（癌関連ガラクトース転移酵素）        | 卵巣癌 など                                               |
| LDH（乳酸脱水素酵素）                    |                                                           |
| NSE（神経特異エノラーゼ）                | 肺小細胞癌 甲状腺髄様癌 褐色細胞腫 神経芽細胞腫 など      |
| PAP（前立腺酸性フォスファターゼ）        | 前立腺癌                                                  |
| ペプシノゲン (PG) I/II比                 | 萎縮性胃炎（分化型胃癌ハイリスク群）                      |
| 癌関連遺伝子産生物                       |                                                           |
| erbB-2                                   | 乳癌（低分化型腺癌）                                      |
| 癌関連遺伝子産生物に対する抗体           |                                                           |
| 抗p53抗体                                | 食道癌 卵巣癌 大腸癌                                      |

## 関連人物
- 黒木政秀
- 山口建